# Endangered Species (Man)
Endangered Species è un album dei Man, pubblicato dalla Evangeline Records nel settembre del 2000. Il disco fu registrato al Rockfield Studios presso Monmouth (Galles).

## Tracce
Brani composti da: Deke Leonard, Martin Ace, Micky Jones e Phil Ryan
1. Conflict of Interest – 7:54
2. Stuck Behind the Popemobile – 7:33
3. Saints & Sinners – 6:53
4. Face to Face – 9:28
5. Hangin' On – 6:03
6. Tie Up the Wind – 6:14
7. Victim of Love – 5:41
8. Love Isn't Love – 8:19

## Musicisti
- Micky Jones - chitarra, voce
- Deke Leonard - chitarra, pianoforte, voce
- Phil Ryan - pianoforte, organo, sintetizzatore, voce
- Martin Ace - basso, voce
- Bob Richards - batteria

Musicista aggiunto 
- Dave Charles - tamburello, maracas, percussioni